# Въртиго Рекърдс
Въртиго Рекърдс е дъщерна фирма на музикалния лейбъл Филипс-Фонограм, която е основана през 1969 г. в Обединеното кралство, с цел популяризирането на прогресив рока и разни други течения извън мейнстрийма. С нея оперира и „Юнивърсъл Мюзик Ю Кей“.
Въртиго е интелектуалният проект на Джери Брън, Тони Рийвс и Олав Уайпър, когато последният е директор „Креативност“ във „Фонограм“. То е заченато като съперник на лейбъли като Харвест (прог рок поделение на Ий Ем Ай) и Дерам (Дека). Той е майката на банди като Колосеъм, Джейд Уориър, Афинити, Бен и други групи от „първата вълна“ на британския прог-фолк-пост-сайк фронт от началото на 70-те.
Въртиго по-късно става люлка на еворейски хардрок състави, подписали с Мъркюри в Северна Америка, като Бон Джоуви, Ръш и Кис. Вече част от Юнивърсъл Мюзик Груп, „Въртиго“ е поделение на Мъркюри Мюзик Груп/Върджин Ий Ем Ай Рекърдс (Обединеното кралство), които от своя страна са на първа линия от операциите на Юнивърсъл Мюзик. Той разпространява Кукинг Винъл (Франция и Германия), Металика (извън САЩ и Канада), Рейзърлайт, Ръш (Европа) и Дайър Стрейтс (освен САЩ). По-скорошни попълнения са Рапчър, Килърс (Обединеното кралство/Ейре), Уан Найт Онли, Ейми Макдоналд, Нойзетс и Тий Ънстрънг (2004 – 2005) и Касиди (2009). Блек Сабат се завръщат през 2013 г. (включително САЩ и Канада, за първи път след побратимения лейбъл Рипъблик), макар че бившият побратимен лейбъл Сенкчъри Рекърдс Груп притежава международните права на обратния им каталог в промеждутъка (групата е за последно на Въртиго през 1987 г.)